# Kacziány Nándor
Kacziány Nándor (Mernyik (Zemplén vármegye), 1822. október 16. – Budapest, 1908. március 2.) királyi törvényszéki bíró, 1848-49-es honvédszázados.

## Élete
Mernyiken született, ahol atyja és nagyatyja ágostai evangélikus lelkészek voltak; első neveltetését és oktatását atyjától nyerte; már nyolcéves korában beszélt magyarul, németül és tótul. Az 1831. évi nagy kolerajárvány idejében kitört parasztlázadáskor atyja megöletvén, özvegy anyjával és négy testvérével Iglóra (Szepes vármegye) anyai nagyanyjához költözött. A gimnáziumot, bölcseletet, jogot és hittant az eperjesi ágostai evangélikus kollégiumban végezte; 14 éves korában Pongrácz Ferenc szépírás- és rajztanár segédje volt. Elvégezvén a jogot, az eperjesi kerületi táblánál feleskették jurátusnak. Özv. Pulszky Károlyné, Pulszky Ferenc édesanyja házánál, Radvánszky Károly és Lajos nevelője volt kevés ideig. Letevén Tiszolcon a papi vizsgát, bátyját Kacziány Gusztávot fölváltotta Geszten és Tisza Domokos tanítója lett, míg kiszemelt nevelője Kovács János külföldön bevégezte tanulmányait. 1846-ban Bécsbe kapott meghívást bölcseleti magántanárnak; emellett az ottani polytechnikumban hallgatta a felsőbb matézist és geometriát. 1847-ben a nagyenyedi református kollégiumhoz német nyelv tanárának hívták meg. 
1848 júliusától az első magyar felelős vallás- és közoktatási minisztériumban fogalmazó volt; később a hadügyi minisztériumban foglalkozott hadnagyi rangban; ahonnét a honvédséghez átlépvén, a hadjáratot végig küzdötte, míg Világosnál a fegyvert letevén, orosz útlevéllel Kolozsvárra visszatért, ahol a császári és királyi kerületi biztossághoz fogalmazó napidíjasnak beosztották; később valóságos császári és királyi kerületi fogalmazó lett; majd a nagyenyedi császári és királyi járásbírósághoz nevezték ki albírónak és 1853-ban az osztrák törvényekből a vizsgát letette és ezzel bírói minősítést nyert. Nagyenyeden megtanulván a rumén nyelvet, áthelyezték a gyulafehérvári császári és királyi törvényszékhez, majd 1854-ben a szászvárosihoz jegyzőnek. 1855-ben Aradra nevezték ki a császári és királyi törvényszékhez titkárnak, ahol mint bűnügyi bíró működött. 1858-ban Békésgyulára nevezték ki császári és királyi megye-törvényszéki tanácsosnak; tagja volt báró Wenckheim Krisztina gyámhatósági bizottságának. Mellékesen tanulmányozta a kertészeti irodalmat és kertészettel is foglalkozott. Fiai neveltetése céljából, kérelmére, visszahelyezték az aradi császári és királyi megyetörvényszékhez, ahol 1861-ben rendelkezési állapotba helyezték és ez évben választották meg Marosszék képviselőtestületének tagjául. Újból beosztották az aradi, majd békésgyulai és 1865-ben a szolnoki megyetörvényszékhez. 1867-ben a debreceni kerületi táblához sajtóügyi vizsgáló bírónak nevezték ki. Ugyanezen évben a pesti sajtóbírósághoz helyezték át és a sajtóügyi osztályt vezette. A királyi törvényszékek rendezésével, 1872-ben a budai királyi törvényszékhez bíróvá nevezték ki, ahol leginkább bűnügyekkel foglalkozott. A budai királyi törvényszék megszüntetésével 1875-ben nyugdíjazták. Az 1870-es évek elején tanulmányát az állami pénzjogra fordította és ezen irodalmi téren működött is Budapesten. Elhunyt 1908. március 2-án reggel 3 órakor.
Az 1850-es évek elején több jogtudományi cikket írt egy bécsi szaklapba; cikkei az Alföldben (1861. Ipar- és selyemtenyésztés körüli nézetek, Kell-e Aradon magtárüzlet?, Felhívás a közmagtárak és egy alkotmányos pénztár alakítására, 1867. apró gazdasági czikkek); kertészetgazdászati cikkei vannak a Girókuty által szerkesztett Kertész-Gazdában (1865-69.) és Lukácsy Népkertészében (1865), a Jogtudományi Hetilapban (1866. Az ingatlan zálogbirtok haszonélvezetéről, Az esküdtszékek Magyarországban, A budapesti kereskedelmi kamara emlékirata az osztrák polg. törvk. receptiója tárgyában, 1867. Az osztrák törvényszékek újjá-szervezése, Észrevételek az osztrák biróságok új szervezéséről); a Jogtudományi Közlönyben (1868. Gyakorlati észrevételek esküdtszékeink körül, 1869. Észrevételek a büntetőtörvényre és gyakorlatra vonatkozó némely intézkedésről, 1875. Királyi kegyelem a bűnvádi eljárásban, Jogtörténelmi társulat, 1877. Törvénysértés lehet-e tárgynélküli?) Számos pénzügyi cikke jelent meg külföldi politikai és szaklapokban.

## Munkái
1. Alkotmányos életadó, (Ultimatum álnév alatt.) Arad. 1861 (Politikai füzet az Ausztriával való kiegyezésről)
2. A gyümölcsfa-tenyésztés rendszere. Huszty József műkertész közreműködésével szerkeszté ... Uo. 1865.ó
3. A magyar népalkotmány vázlata felelős miniszteriummal és megyei önkormányzattal, közjogi szempontból tekintve. Uo. 1867 (névtelenül)
4. A gyümölcsfanyesés. Debreczen, 1868
5. Társadalmi észjog. Bpest, 1873. 1. füzet (a többi a kiadónak, Fekete Bernátnak csődbejutása miatt nem jelenhetett meg, kézirata is elveszett).ó
6. Tantus-Valuta. Wien. 1885 (német röpirat, névtelenül)
7. Zur Regelung des Geld-, Münz-, Bank- u. Zahlungswesens. Uo. 1889
8. Tisza – az aranyos – elkésett actiója. Aranyvalutás tanulmány. Bpest, 1890. (Tisza István, Valutánk rendezéséről c. füzetére felelet, melyben az aranyvalutát szédelgésnek, nép- és világcsalásnak bélyegzi)
9. A világvaluta 12 pontja az állami pénzjog fejlesztésére. Irta Budapesten, 1895. máj. Uo. 1895